# (31887) 2000 FM33
2000 FM33 (asteroide 31887) é um asteroide da cintura principal. Possui uma excentricidade de 0.14576600 e uma inclinação de 13.08812º.
Este asteroide foi descoberto no dia 29 de março de 2000 por LINEAR em Socorro.